# Aniceto de Pagés de Puig

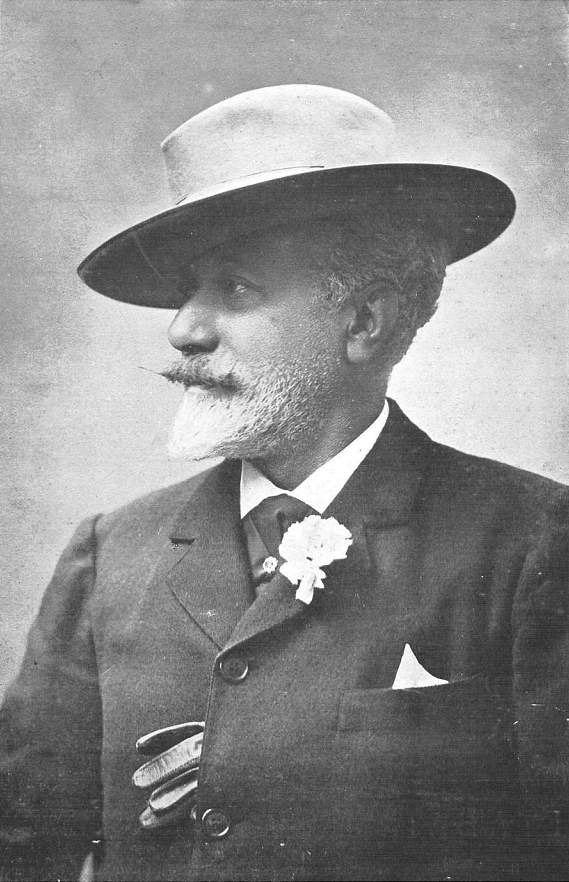
Fotografía publicada en La Ilustració Catalana.

Aniceto de Pagés de Puig (Figueras, 7 de agosto de 1843-Madrid, 25 de noviembre de 1902) fue un poeta y lexicógrafo español en idioma catalán y castellano.

## Biografía
Nació el 7 de agosto de 1843 en la localidad gerundense de Figueras, hijo del ciudadano honrado barcelonés Josep de Pagès i Nouviles. Empeñado su padre en que estudiase Leyes en Barcelona, Anicet de Pagès desistió al poco de llegar a la ciudad y se volcó en la literatura y en la bohemia de la época. Su padre lo desheredó y su vida transcurrió en un ir y venir entre Barcelona y Madrid, pasando un tiempo en Baleares. Así, en su juventud, llegó a Mahón con su enamorada que puso al cuidado del gobernador, amigo suyo. Dada la oposición de la familia de ella al noviazgo, se habían fugado, pero terminó por desencantarse y dar marcha atrás en la boda prometida.
Como poeta participó con asiduidad en los Juegos Florales de Barcelona, obteniendo varios premios destacados entre 1875 y 1901, lo que le permitió alcanzar gran popularidad. En 1896, fue nombrado Mestre en Gai Saber de Barcelona. Lexicógrafo, en 1878 se había trasladado a vivir a Madrid, con el encargo de preparar un Diccionario de la Lengua Castellana que, finalmente, no vería la luz antes de su muerte, con el nombre Gran diccionario de la lengua castellana. Se publicó el primer volumen en 1902 (letras A-B), y los siguientes, hasta el quinto volumen, de 1904 a 1931 (vol. II, C-E; vol. III, F-M; vol. IV, N-rho; vol. V, ría-Z).
Se le ha calificado como un hombre «vitalista y enamoradizo», hecho que trasladó a su obra poética, algo retórica en ocasiones y dentro de la Renaixença catalana. Sus poemas de temática religiosa, inspirados en las lecturas de la Biblia, han sido reconocidos por la crítica, aunque es su poesía popular la más reconocida y valorada. De forma póstuma, toda su obra poética fue publicada íntegra en 1906. 
Falleció en Madrid el 25 de noviembre de 1902.

## Obras
Relación de obras presentadas a los Juegos Florales de Barcelona
- Cant de Salomó (1875), premio Viola de oro y plata.
- Retorn (1896), premio Englantina de oro.
- Resignació (1896), premio Flor Natural.
- Romanç de cego (1898), segundo accessit en la Englantina de oro.
- Borratxera (1898), segundo accessit en la Flor Natural.
- Profecía d'en Marian Aguiló (1898), premio extraordinario del Consistorio barcelonés por honrar la memoria de Marià Aguiló.
- Lo comte Garí (1901), premio Flor Natural.